# Yo Ho (A Pirate’s Life for Me)
Yo Ho (A Pirate’s Life for Me) (рус. Йо хо (Пиратская жизнь по мне)) — музыкальная тема 1967 года, написанная для аттракциона «Пираты Карибского моря» в Диснейленде. Музыка Джорджа Брунса, слова Ксавье Атенсио.

## Версии
- 1967 — песня написана Брунсом и Ксавье.
- 1982 — песня используется группой The Vandals в песне «Pirate’s Life».
- 1986 — Джимми Баффет использует мелодию как вступление к своему синглу «Take it Back».
- 1994 — инструментальная версия гитариста Buckethead.
- 1995 — песня с несколько изменёнными словами появляется в Beach Party At Walt Disney World.
- 2002 — робот Б.Е.Н в мультфильме «Планета сокровищ» исполняет несколько строк.
- 2003 — молодая Элизабет Суонн (Люсинда Дрейзек) поёт несколько строк песни в начале фильма Пираты Карибского моря: Проклятие «Черной жемчужины». Позже, во время высадки на остров она поёт эту песню с Джеком Воробьём. В конце фильма, перед титрами, Джек поёт ту же песню.
- 2004 — мелодия используется группой The Hellblinki Sextet.
- 2006 — группа Jonas Brothers записывает песню для своего альбома DisneyMania 4.
- 2007 — Капитан Джек Воробей поёт несколько строк песни в конце фильма Пираты Карибского моря: На краю Света. Также начало песни поёт сын Элизабет после титров того же фильма.
- 2011 — Брайан Уилсон использует песню для своего альбома In the Key of Disney (релиз 25 октября).